# Alejandra Ortiz-Echagüe
Alejandra Ortiz-Echagüe Álvarez (23 de junio de 1984) es una actriz, bailarina y cantante española.

## Carrera
Se subió por primera vez a un escenario cuando era muy pequeña, en 1995, cuando empezó a trabajar en la compañía teatral Inchicos, dirigida por Luis Álvarez, donde realizó bastantes obras de teatro. En el 2000 trabajó con Miriam Díaz-Aroca en dos espectáculos infantiles Miriam en el país de las maravillas y La cenicienta. En el 2001 interpretó a Anita en el espectáculo 101 dálmatas, en el Teatro Calderón y en el Parque de Atracciones de Madrid.
Aparece en televisión en el 2002 en la serie ¡Ala... Dina! y más tarde en Ana y los siete.
En 2003 vuelve a los escenarios del Teatro Calderón con El Zorro en el papel de Esperanza (papel coprotagonista). En este mismo año trabaja como modelo para MAXIM en un reportaje fotográfico. En 2004 trabaja como actriz en la obra de teatro infantil Spiderman en el Teatro Calderón.
En 2005 trabajó como actriz principal en el programa de Telecinco Agitación + IVA.
En ese mismo año, trabaja como actriz-coro en el musical de gran éxito We will rock you,y será la directora artística de la gira por España del mismo musical. Tras la exitosa gira, We will rock you vuelve a Madrid donde es la directora artística del musical y actúa en él como actriz-coro.
Su último trabajo ha sido en la gran pantalla, en la película española Sexykiller, morirás por ella interpretando a Marisa Fitz, la enemiga pija de Bárbara (Macarena Gómez).
Desde el 17 de diciembre de 2016, es la esposa del actor y cantante Daniel Diges, representante de España en el Festival de la Canción de Eurovisión 2010, y tienen dos hijos en común, Galileo y Eliot.